# Памятник Василу Левскому (Карлово)

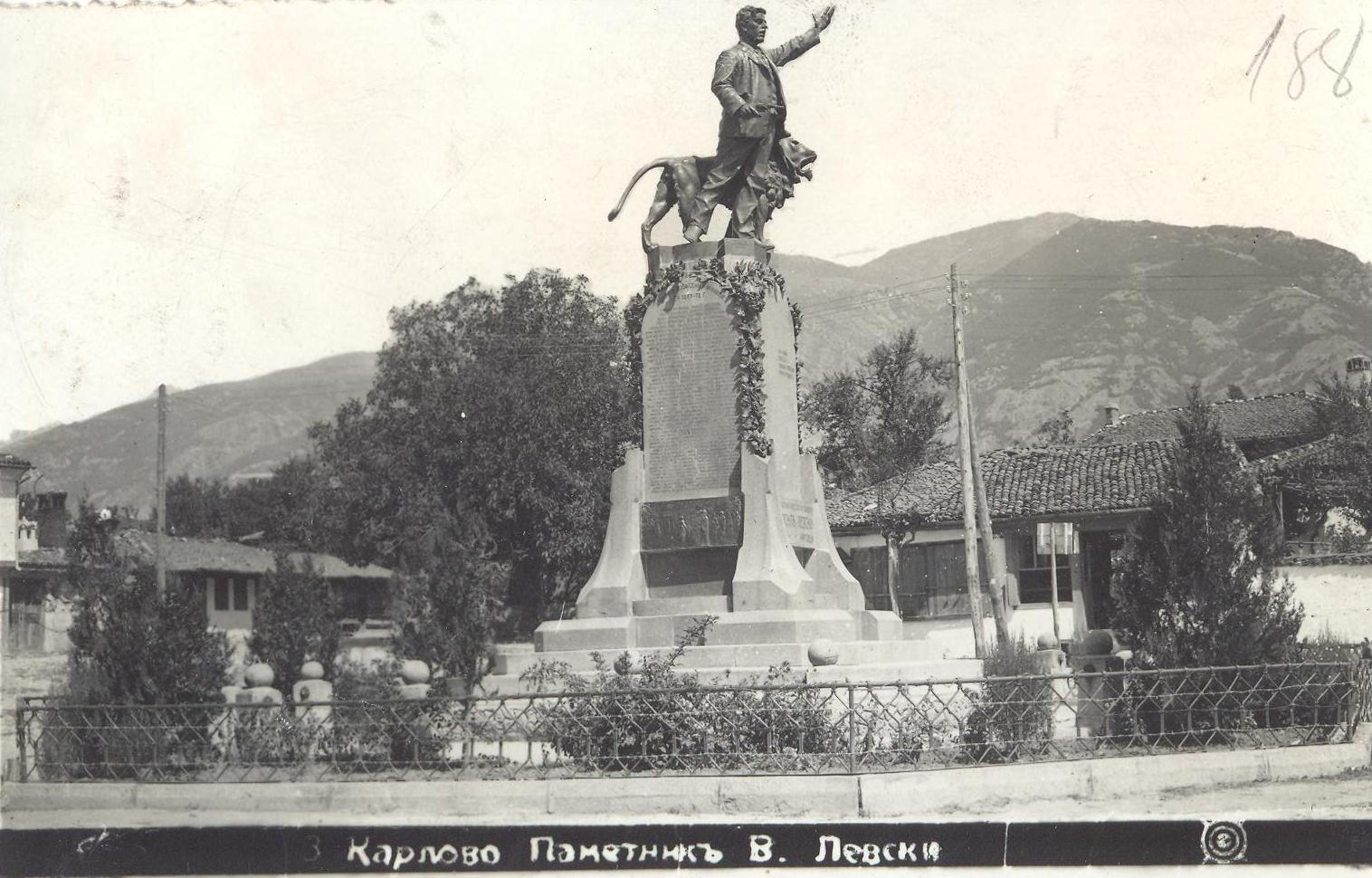

Памятник Василу Левскому в Карлово - памятник одному из организаторов борьбы за независимость Болгарии, установленный на площади в центре города Карлово Пловдивской области.

## История
Скульптор Марин Василев начал работу над проектом памятника в 1902 году, 15 мая 1903 года в присутствии короля Фердинанда I на месте строительства был заложен первый камень, в 1907 году строительство памятника было завершено и состоялось его открытие, проходившее в торжественной обстановке.

## Описание
Левский изображён в полный рост с револьвером в руке, а рядом с ним рыкающий лев, который символизирует народ. На постаменте памятника написаны имена погибших в июле и августе 1877 года в боях за освобождение Болгарии